# Бродницкий, Николай Николаевич
Николай Николаевич Бродницкий (род. 1939, Кировск, Мурманская область, РСФСР, СССР) — сотрудник органов юстиции, государственный советник юстиции 3-го класса, заместитель прокурора Туркменской ССР. Почётный работник прокуратуры Российской Федерации.

## Биография
Родился в 1939 году в Кировске.
В 1961 окончил юридический факультет Ленинградского государственного университета. Затем работал в органах прокуратуры, в 1975 был назначен прокурором образованного Первомайского округа города Мурманска. На конец 1979 работал заместителем областного прокурора Мурманской области. В 1987 являлся заместителем республиканского прокурора Туркменской ССР, работал в Ашхабаде, в июле того года с его санкции была арестована городской прокурор Керки — Д. Х. Джепбарова.
После развала СССР покинул прокурорскую работу и с 1995 работает адвокатом в Межреспубликанской коллегии адвокатов. С 1998 заведует юридической консультацией № 71 Межреспубликанской коллегии адвокатов Москвы, специализируется в уголовном и уголовно-процессуальном праве.

### Звания
- государственный советник юстиции 3-го класса.